# Värmekyrkan
Värmekyrkan är en byggnad och en offentlig lokal i Norrköping, som tidigare varit en ångpannecentral för Holmens bruk.
Värmekyrkan ritades av Ivar Tengbom och blev klar 1927. Bertil Berg har ritat en tillbyggnad 1958. Värmekyrkan ombyggdes till festlokal med plats för närmare 1.000 personer med invigning 2000 och byggdes om 2011.
Byggnaden har fyra 26 meter höga skorstenar och dessa har i november varje år sedan år 2000 försetts med 3,5 meter höga "lågor", bestående av påsar med ventilationsduk som blåses upp av fläktar, samt 70 kilogram tunga armaturer med LED-lampor med 70 watts effekt. Lamporna tänds i adventstid och konstruktionen har kallats "världens största adventsljusstake". Idén föddes av Reidar Svedahl som sedan fick hjälp att förverkliga hur det praktiskt skulle genomföras av ingenjörer från ABB som hade en idé för hur det skulle kunna lösas, och gjorde det som ett projekt på sin fritid. Första advent år 2000 var första gången man invigde adventsljusstaken. Norrköpingsidrottaren Jonas Jacobsson pricksköt på brytaren och tände första ljuset.

## Bilder

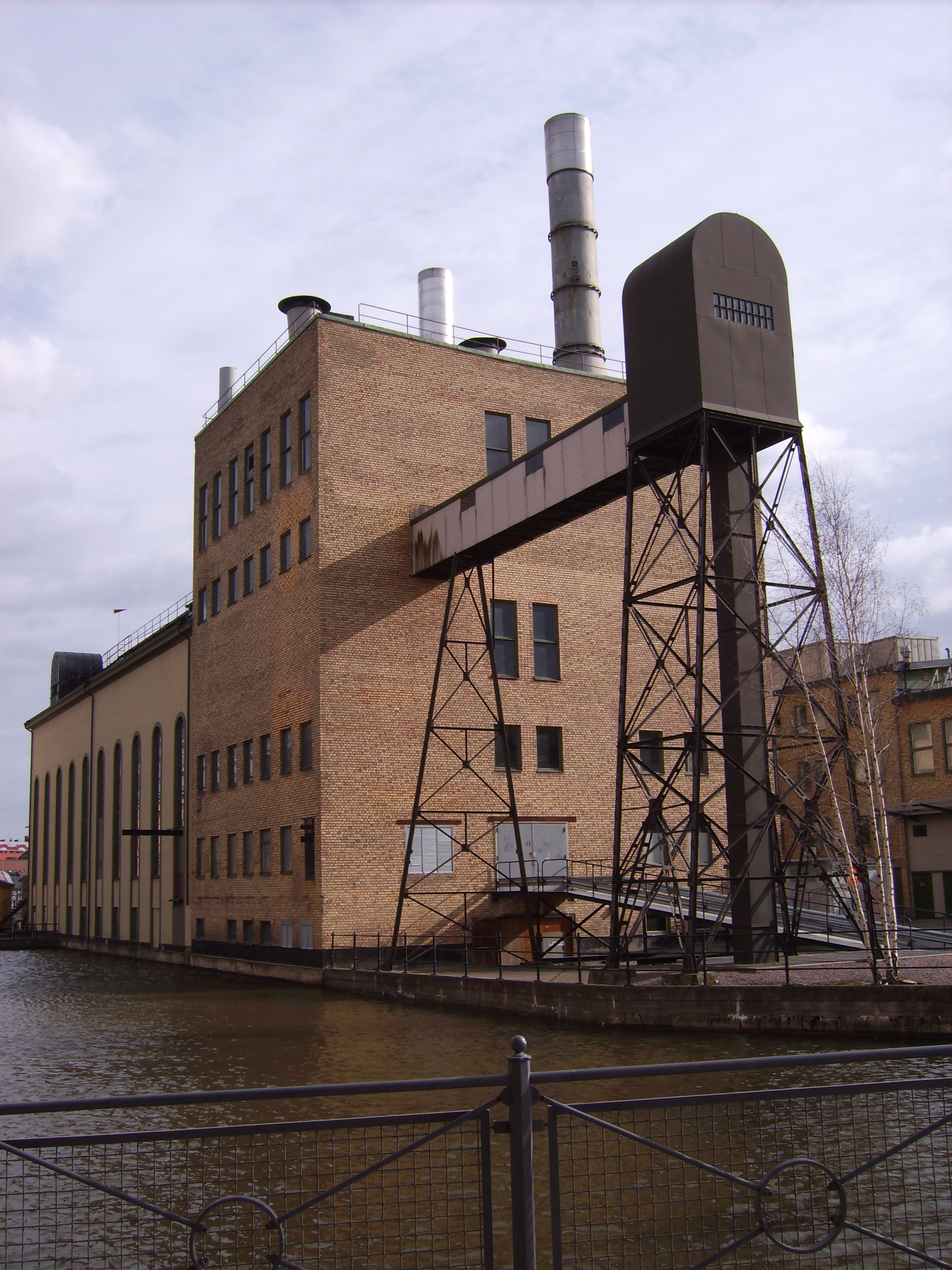
Tillbyggnad, ritad av Bertil Berg
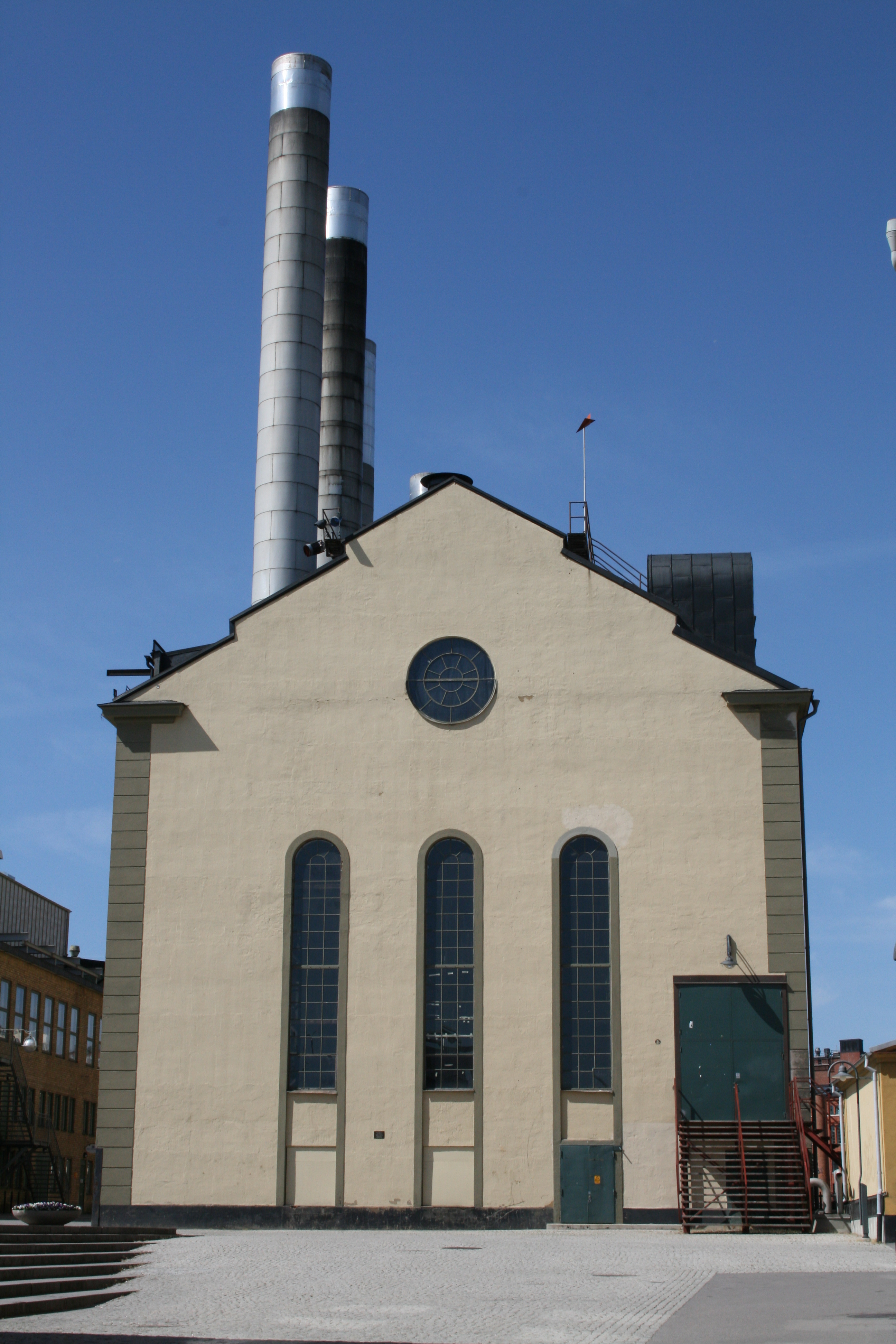